# Stichting Het Kronendak
Stichting Het Kronendak is een Nederlandse stichting, opgericht op 31 oktober 1989 met als doel Nederlands wetenschappelijk onderzoek naar het kronendak van tropische bossen te bevorderen. 

## Geschiedenis
De stichting werd opgericht door Prof Dr. Ir R.A.A. Oldeman (voormalig hoogleraar Bosecologie aan de toenmalige Landbouw Hogeschool in Wageningen), Mr. C. T. F. Thurkow (voormalig Ambassadeur in onder andere Venezuela en de Phillippijnen) en Ir. P. J. Haagsma (toenmalig medewerker van Dierentuin Ouwehand te Rhenen). 
De oprichting van de Stichting Het Kronendak viel samen met een wereldwijd besef onder wetenschappers dat er in het extreme milieu van tropische kronendaken nog veel nieuwe organismen te ontdekken waren, en dat kennis over dit milieu en zijn bewoners mogelijk bij zou kunnen dragen aan ons begrip van de processen in tropische regenwouden en hun rol in de biosfeer. De belangstelling voor het kronendak kon in die tijd gevoed worden door betere technieken om het Kronendak te bereiken, waaronder speleologische klimtechnieken, kronendakvlot, kranen en remote sensing.
Van 2000 tot 2010 heeft de Stichting aan de Universiteit van Amsterdam de Jacoba Ruinen leerstoel voor kronendak ecologie in het leven geroepen en ondersteund.
Eén keer per 5 jaar wordt tijdens het lustrum van de Stichting de Thurkowprijs uitgereikt voor een persoonlijke, uitmuntende en vernieuwende prestatie, verricht in vrijheid en toewijding aan onderzoek of duurzaam gebruik van het Kronendak van tropische regenwouden.